# مريجة (إقليم جرادة)
مريجة  (بالإنجليزية: MRIJA)‏ هي جماعة قروية تابعة لإقليم جرادة ضمن الجهة الشرقية بالمغرب. بلغ مجموع عدد سكان مريجة  حسب إحصاءات 2004 حوالي 2841 نسمة من بينهم 1 أجنبي يعيشون في 453 أسرة.

## إحصاء عام
| السنة | عدد السكان | عدد الأسر | عدد الأجانب |
| ----- | ---------- | --------- | ----------- |
| 1994  | 2198       | 297       | °°°°        |
| 2004  | 2841       | 453       | 1           |
| 2014  | 3359       | 581       | 1           |

## دواوير الجماعة
- دوار شلافة
- دوار لعوافة
- دوار الحومر
- دوار ولاد بوراس
- حي الامرات
- حي النهضة